# Hammars socken
Hammars socken i Närke, med en mindre del i Östergötland, ingick i Sundbo härad, ingår sedan 1971 i Askersunds kommun  i Örebro län och motsvarar från 2016 Hammars distrikt.
Socknens areal är 194,33 kvadratkilometer, varav 187,60 land. År 2000 fanns här 3 000 invånare. Orterna Åmmeberg, Zinkgruvan, Sänna, Nydalen och Olshammar, herrgården Aspa samt tätorten och kyrkbyn Hammar med sockenkyrkan Hammars kyrka ligger i socknen.

## Administrativ historik
Hammars socken har medeltida ursprung. 1937 införlivades den del av Västra Ny socken som låg i Örebro län, Stora Rökneö. 1954 införlivades Zinkgruveområdet och 1985 Kristinebergsområdet från Godegårds socken i Östergötland.
Vid kommunreformen 1862 övergick socknens ansvar för de kyrkliga frågorna till Hammars församling och för de borgerliga frågorna till Hammars landskommun. Landskommunen uppgick 1971 i Askersunds kommun. Församlingen uppgick 2018 i Askersund-Hammars församling.
1 januari 2016 inrättades distriktet Hammar, med samma omfattning som församlingen hade 1999/2000.
Socknen har tillhört fögderier, tingslag och domsagor enligt vad som beskrivs i artikeln Sundbo härad. De indelta soldaterna tillhörde Närkes regemente, Askersunds kompani.

## Geografi
Hammars socken ligger vid Vätterns nordända med en västra del inom Tiveden och en östra del vid Tylöskogen omfattande några öar i Vättern som Lilla och Stora Röknen och Lilla Röknen.  Socknen är en skogsbygd med inslag av odlade slättbygder och sandiga stränder vid Vättern.
Socknens östra del genomkorsas av riksväg 50. Den västra delen genomkorsas av riksväg 49. 

### Geografisk avgränsning
Socknens, tillika Närkes, sydligaste punkt ligger på grundet Skärven mitt ute i norra delen av Vättern (88,7 m ö.h.). Cirka 500 meter norr därom ligger holmen Kalv, som når 91,6 m ö.h. I detta område ligger även de större öarna Stora Röknen samt Lilla Röknen. Söder om Stora Röknen sticker Röknehuvud ut mot söder, men ligger i Västra Ny socken i Östergötland. Länsgränsen går mellan huvudön och Röknehuvud. Längre mot norr i Vättern utsträcker sig en skärgård med Stora Aspön, Lilla Aspön, Grönön, Svilen, Trulsan samt en större antal småöar, vilka utgör ett naturreservat, vars nordliga gräns samtidigt utgör sockengräns mellan Hammars och Askersunds socken. 

#### Västra sockendelen
Den västra delen av Hammars socken gränsar i sydväst mot Undenäs socken i Västergötland och Karlsborgs kommun. "Tresockenmötet" Hammar-Västra Ny-Undenäs, tillika "trelandskapsmötet" Närke-Östergötland-Västergötland ligger på Skärven (se ovan). Härifrån går sockens-, landskaps- och länsgränsen mot nordväst och når fastlandet vid Smedsviken. Utnäset ligger i Hammar liksom Igelbäcksviken och byn Igelbäcken, vid vilken riksväg 49 kommer in från Västergötland. Gränsen går från Igelbäcken in i Tiveden, genom Mossadammen, Illersjöarna samt Bäckasjön upp till Torksjöfjäll. Här ligger "tresockenmötet" Hammar-Undenäs-Tived. Hammar gränsar mot Tiveds socken och Laxå kommun på en sträcka av endast några hundra meter. Därefter ligger ett nytt "tresockenmöte" Hammar-Tived-Askersund. Härifrån gränsar Hammars socken mot Askersunds socken i norr. Sockengränsen följer bl.a. Torksjöbäcken, Trolldalen och går genom sjön Södra Asplången (116 m ö.h.). Gränsen faller ut i Vättern invid riksväg 49 mellan Stubbetorp och Nynäs. Norr om Stubbetorp har socknen ett "tarmliknande" område som sträcker sig mot norr och omfattar Brändemon, Svinabrokärren och Björnamossen. 
Bland bebyggelse i den ovan beskrivna västra sockendelen kan, förutom Igelbäcken, nämnas Tjuråsen, Sandviken och Koviken i sydväst. Sockendelen domineras av Olshammars tätort med sulfatfabrik samt Birgittakyrkan, Sancta Britas kyrka. Längre mot norr ligger Aspa bruk invid Aspafjärden.

#### Östra sockendelen
I sydost, från Skärven och österut, gränsar Hammars socken mot Västra Ny socken i Motala kommun i Östergötlands län. Gränsen kommer in på fastlandet mellan Bonäset i Hammar och Hämtningsviken i Västra Ny. Här ligger småorten Nydalen. Församlings-, kommun- och länsgränsen passerar riksväg 50 mellan Nydalen i Hammar och Västanvik i Västra Ny. Vid Dalmark ligger ett kapell samt ruiner efter kalkugnar. Strax sydost om Stora och Lilla Kettstaka ligger "tresockenmötet" Hammar-Västra Ny-Godegård. Gränsen mot Godegårds socken (Motala kommun) går norrut från denna punkt. 
Byarna Stora Forsa och Södra Kärra ligger invid "riks-50" och norr om dessa ligger skogsområdet Hargemarken invid Vättern och Brattebrohöjderna öster därom. 
Ett område på cirka 8 km² söder och sydost om Zinkgruvan ligger i landskapet Östergötland men tillhör Hammars socken och följaktligen Örebro län. Det rör sig om Kviddgölen samt gårdarna Larstorp, Kristinelund samt Södra Skalltorp. Vidare ligger en slamdamm samt Hemsjön och Knarkegölen i denna "Östergötlandsdel", liksom Tostebacka samt Mecksjön. 
Cirka två km nordost om Zinkgruvan ligger "tresockenmötet" Hammar-Godegård-Lerbäck. Härifrån gränsar Hammars socken mot Lerbäcks socken i nordost. 
I den nyss beskrivna sockendelen ligger även Hargebaden invid Vättern. Här ligger även småorten Sänna samt Hammars tätort. Bastedalen ligger ute på en udde i nordligaste Vättern. Mårsätters herrgård ligger mellan Sänna och Zinkgruvan. 
Från Zinkgruvan norrut till Åmmeberg gick förr Åmmebergs järnväg. Åmmebergs tätort ligger i nordöstra delen av Hammars socken. Åmmeberg ligger mellan Kärrafjärden-Tomteviken av Vättern och sjön Åmmelången (92,5 m ö.h.). Åmme gård ligger vid Åmmelången cirka 2 km norr om tätorten. Öster om sjön ligger Vena gruvfält och Bernströmstorpet. Väster om Åmmelången ligger Åmmeskogens gruvområde. Här ligger "tresockenmötet" Hammar-Lerbäck-Askersund. Gränsen mot Askersunds socken går från denna punkt söderut till Tomteviken vid Åmmeberg. Den går sedan upp genom Edösundet och ner genom Lilla sundet ut i norra Vättern utanför Almudden. Öna samt Prinskullens naturreservat ligger på ön mellan Lilla sundet och Stora Hammarsundet. Ön tillhör Hammar.

## Fornlämningar
Sprida gravar samt ett gravfält från järnåldern samt två fornborgar är funna.

## Namnet
Namnet (1296 Hamar) kommer från kyrkbyn. Namnet innehåller hammar, stenig höjd; stenbacke' och syftar på höjden där kyrkan ligger.

## Befolkningsutveckling
| Befolkningsutvecklingen i Hammars socken 1750–1990                                                      | Befolkningsutvecklingen i Hammars socken 1750–1990 | Befolkningsutvecklingen i Hammars socken 1750–1990 | Befolkningsutvecklingen i Hammars socken 1750–1990 | Befolkningsutvecklingen i Hammars socken 1750–1990 |
| --- | -------------------------------------------------- | -------------------------------------------------- | -------------------------------------------------- | -------------------------------------------------- |
| |                                                    |                                                    |                                                    |                                                    |
| År |                                                    |                                                    | Folkmängd                                          |                                                    |
| 1750 | 1750                                               |                                                    | 1 744                                              |                                                    |
| 1760 | 1760                                               |                                                    | 1 842                                              |                                                    |
| 1769 | 1769                                               |                                                    | 1 917                                              |                                                    |
| 1780 | 1780                                               |                                                    | 2 003                                              |                                                    |
| 1790 | 1790                                               |                                                    | 2 158                                              |                                                    |
| 1800 | 1800                                               |                                                    | 2 201                                              |                                                    |
| 1810 | 1810                                               |                                                    | 2 268                                              |                                                    |
| 1820 | 1820                                               |                                                    | 2 277                                              |                                                    |
| 1830 | 1830                                               |                                                    | 2 726                                              |                                                    |
| 1840 | 1840                                               |                                                    | 2 938                                              |                                                    |
| 1850 | 1850                                               |                                                    | 3 301                                              |                                                    |
| 1860 | 1860                                               |                                                    | 3 795                                              |                                                    |
| 1870 | 1870                                               |                                                    | 4 938                                              |                                                    |
| 1880 | 1880                                               |                                                    | 6 041                                              |                                                    |
| 1890 | 1890                                               |                                                    | 6 100                                              |                                                    |
| 1900 | 1900                                               |                                                    | 5 940                                              |                                                    |
| 1910 | 1910                                               |                                                    | 5 832                                              |                                                    |
| 1920 | 1920                                               |                                                    | 5 235                                              |                                                    |
| 1930 | 1930                                               |                                                    | 4 895                                              |                                                    |
| 1940 | 1940                                               |                                                    | 4 296                                              |                                                    |
| 1950 | 1950                                               |                                                    | 3 733                                              |                                                    |
| 1960 | 1960                                               |                                                    | 4 078                                              |                                                    |
| 1970 | 1970                                               |                                                    | 3 675                                              |                                                    |
| 1980 | 1980                                               |                                                    | 3 419                                              |                                                    |
| 1990 | 1990                                               |                                                    | 3 128                                              |                                                    |
| Anm: Källor: Umeå universitet - Tabellverket 1749-1859, Demografiska databasen, CEDAR, Umeå universitet |                                                    |                                                    |                                                    |                                                    |

## Kända personer från bygden
- Verner von Heidenstam
- prosten och naturforskaren Daniel Tiselius